# Forskelligfarvet forglemmigej
Forskelligfarvet forglemmigej (Myosotis discolor) er en enårig, 5-15 centimeter høj plante i rublad-familien. Den ligner bakkeforglemmigej, men kronen er først gul, siden violet og til sidst blå. Bægeret er beklædt med lige, fremadrettede hår. Ved frugtmodning er frugtstilkene skråt udstående og tydeligt kortere end bægeret.
I Danmark er forskelligfarvet forglemmigej temmelig almindelig på marker og overdrev. Den blomstrer i maj og juni.